# 烈火の炎
『烈火の炎』（れっかのほのお）は、安西信行による日本の少年漫画作品。および、それを原作としたテレビアニメ作品。

## 概要
『週刊少年サンデー』（小学館）で1995年の16号から2002年の9号までの7年間連載されていた。単行本は小学館：少年サンデーコミックスより全33巻、少年サンデーコミックスワイド版より全17巻、小学館文庫より全17巻のほか、コンビニコミック版が全12巻。なお、原作の第1話は週刊少年サンデーのホームページの中のサンデー名作ミュージアムに掲載されている。
ヒロイン・佐古下柳の持つ特殊能力を巡って、主人公・花菱烈火とその仲間たちが彼女を守るために戦う、いわゆる「能力バトル」漫画。本作の連載が始まった当時の『サンデー』はラブコメ漫画やスポーツ漫画のイメージが強く、「バトルもの」がほとんど皆無の中での異色作だったが、結果的に「バトルもの」のヒット作となった。
安西信行の出世作であり、1997年のアニメ化がきっかけで知名度を上げ、それからは原作が完結するまで最新巻が出る度にコミックス売り上げランキングの上位に食い込むなど高い人気があった。2013年6月時点で累計発行部数は2500万部を記録している。
コミックス7巻およびワイド版4巻には、霧沢風子を主人公とした彼女の中学生時代のエピソード「外伝・風一夜」が掲載されている。
連載が始まる前、当時のサンデー編集長から別のタイトル案として「烈火100℃」と「かっとび烈火」を提案されたが、最終的に「烈火の焔」になり、ギリギリのところで「炎」に変え、「烈火の炎」になった。編集者から「時代劇みたいじゃん」と言われるも「そういう要素も出てくるから」と言って「炎」に変えたという。また、本作は連載が始まる前から最後までの展開を決めており、連載中、読者から「終わらないで!」という手紙も来たが、引き延ばしせず、予定通り完結させたという。
2018年に連載が開始した、麗の世界で有栖川は本作とは兄妹のような関係である作品とのことである。

## あらすじ
忍者にあこがれる主人公・花菱烈火は、炎を生みだす不思議な力を持っていた。烈火はある日、治癒の力を持つ少女・佐古下柳と出会い、お互いの力を打ち明けたことで友人となり、烈火は柳を守ることを誓う。
謎の女性、影法師の出現により、烈火達は魔力を持つ道具、“魔導具”の存在を知ることとなる。
ある日、何者かにさらわれてしまった柳を取り戻すため、烈火は友人の霧沢風子や石島土門と共に、影法師から教えられた館に向かう。館では魔導具を持つ敵達が待ち構えていたものの、仲間達や、以前烈火と戦った水鏡凍季也の協力により最後の部屋へとたどり着き、烈火と同じ炎を生みだす力を持つ紅麗と対決する。しかし、紅麗の炎、“紅”の力の前に烈火達は歯が立たない。窮地に陥った烈火は、影法師の助言により自身の炎を抑える手甲を外す賭けにでる。手甲を外した事により、烈火の中に眠る炎、“八竜”が目覚めた。烈火は八竜の力によりなんとか紅麗を退け、柳を救い出すことに成功する。
その後、烈火は影法師から自分と紅麗の過去を知り、決着をつけるため、仲間達と“裏武闘殺陣”へ出場する。
裏武闘殺陣で紅麗との死闘を終え、平穏な暮らしを送っていた烈火たちだったが何者かに襲撃される。彼らは、森光蘭率いる、“裏麗”だった。森光蘭の狙いが、危険な魔導具・“天堂地獄”にあることを知った烈火達は天堂地獄の破壊に向かうのだった。

## 用語
火影忍軍
昔織田信長に滅ぼされた忍軍。党首は代々炎術士が務める。烈火たちが、裏武闘殺陣へ出場する際のチーム名に火影を用いていた。
炎術士
炎を生みだす力を持つ人間。基本的に各代に一人しかうまれない。炎術士がすべて火影忍軍の党首になるわけではなく、器ではないとして身を引いたものや、危険人物として殺された炎術士もいる。
全ての炎術師は利き腕になんらかの装身具を付けているが、これは自身の炎の力をセーブするストッパーとしての役割がある。
これを付けていないと炎のコントロールはおろか自らの炎で自身を焼きつくしかねない為、滅多な事が無い限り外す事は無い。
また炎を操る為か、火に対する耐性が常人より遥かに高い。
炎の型
炎術士それぞれに宿る、炎の源となる炎の化身の形。
呪いの子
炎術士が一代で二人うまれた場合、一人は呪いの子で不吉を呼ぶとされている。
時空流離の術
時空をゆがめる穴を開ける術。穴に吸い込まれたものは、どの時代のどこに落ちるかはわからない。使用者は術の呪いによって不老不死になる。アニメではもう一つ「使用者と術で飛ばされた者とは触れ合えなくなる」呪いが加えられた。
癒しの力
生まれながらに持つ傷などを治す力。この力は魔道具の力と相反する性質を持つ。
裏武闘殺陣
森が開催する武道大会。殺し、武器の使用などもルール上許される。烈火たちが出場したのは第三回大会。
SODOM
森光蘭が築き上げた要塞都市
麗
紅麗が率いる戦闘集団。中核には、十神衆とよばれる特に強力な力を持つ10人がいる。
裏麗
森が率いる部隊。元はあらゆる原因で危険視され麗として認められなかった“あふれ集団”だが、実力は麗以上と目されている。一部のメンバーは麗にも属している。麗（魔）のメンバーは裏麗に所属していた。
死四天
裏麗の中でも実力者、紀理斗、葵、門都、蛭湖の4人のこと。

## 炎術士の炎

### 烈火
vs風子編〜紅麗の館編
指をこすることによって出る炎。八竜の炎や紅麗の炎のように特別な形状や能力があるわけではなく、放射されるようなもので一番単純。使用時の精神状態により、火力が変化する。
武闘殺陣編〜SODOM編中盤
本来なら炎の源となるだけのはずの烈火の炎の型「八竜」が烈火の言動に心動かされ力を貸した炎。力を貸した火竜の名前の頭文字が烈火の腕に刻まれている。発動する時は発動したい火竜の頭文字を、指や足など、体の一部分で描く。また複数の火竜を同時に出し（単発の火竜に対して「複合火竜」と呼ばれる）、性質を混ぜ合わせることも可能だが、火竜同士の相性も関係し、特に刹那は他の竜とは相性が悪い。複合召喚の際には、“習得した逆の順に発動しなければ自分自身を傷つける”ことになる。
- 壱式（弐式） 崩（なだれ） - 複数の炎の玉。巨大な火球を作ったり、途中で分割することも可能。火竜デザインは藤田和日郎。
- 弐式（壱式） 砕羽（さいは） - 炎の刃。主に腕から刃を出すなど、格闘戦に使用していた。最も出番の多い炎。
- 参式 焔群（ほむら） - 炎のムチ。腕に巻くことで素手攻撃の補助にもなる。
- 肆式 刹那（せつな） - 自分の目を見た者を燃やす「瞬炎」ですべてを燃やし尽くす。火力の調節ができるため、死なない程度に燃やすことも可能。
- 伍式 円（まどか） - 炎の結界。点と線で面を作る。構造上、“点を破壊されると面積が狭くなる”という弱点を持つ。
- 陸式 塁（るい） - 変化の炎。炎を用いて使用者の望む形の幻を作り出す。
- 漆式 虚空（こくう） - 強力な炎のレーザー。崩と合わせて使用した際には裏武闘殺陣会場をほぼ完全に破壊した。
- 捌式 裂神（れっしん） - 死者の魂を炎として召喚する。発動には“全火竜を同時に発動”することが必要。

SODOM編終盤
火竜「裂神」で柳を炎にした。柳と同じく、龍は「癒しの力」を持つ炎となり、この炎で天堂地獄を破壊した。

### 紅麗
裂神と同じく死者を炎にする。この力で紅麗は「紅」と「磁生」、そしてSODOMで死んだ「南尾」を始めとした「空のメンバー」を自らの炎とした。ただし、魂を炎とするためにはその魂との契約が必要で、強制的に魂を炎に変えることはできない。（紅、磁生、空のメンバーは全員自らの意志で紅麗の炎となる道を選んでいるが、空のメンバーだけは門都戦以降使っていない。）

### 桜火
裂神の元となった本人なので、“裂神”の死者の魂を炎として召喚する炎。ただし彼自身もその力を危惧しており、彼が生きている間はその力を使うことはなかった。

## 魔導具
400年前、火影忍軍の一員であった虚空と海魔の二人が作り出した魔力を持つ道具。非常に多くの種類が存在しており、1種類につき1つのもあれば複数量産されたものもある。大抵文字の書いてある「核」が存在し、「核」が破壊されない限りは再生できる（例：磁生の“磁双刀”は再生したが、音遠の“不協和音”は核が破壊されて以降二度と現れていない）。無論、魔導具の形状・能力によっては核が無い場合（魔導具自体に文字が書いてある）や核のみといった場合がある。また、アニメのみに登場した原作に登場しないものもある。
虚空と海魔の道具には顕著な違いが見られ、虚空は人を「生かす・守る魔導具」を、海魔は人を「殺す・殺戮のための魔導具」を作り続けた。なお、登場した魔導具の中で“風神”・“閻水”・“土星の輪”・“鋼金暗器”・“鉄丸”は虚空の作品、“石冑”・“雷神”・“氷魔閻”・“天堂地獄”は海魔の作品であることが分かっている。
どの魔導具も同様に「魔力」を力の源とし、柳や桜姫の「治癒の力」とは対極のものであるため、その力に晒されると壊れてしまう。故に天堂地獄が治癒能力者である柳を吸収する際には、彼女の精神力を弱らせる必要があった。
天堂地獄が破壊された際、すべての魔導具は役目を終え消滅した。

### 序盤
風神（ふうじん）
風子が所有する魔導具（籠手型）。虚空の作品。魔導具の中でも上級に位置し、魔導具自体が意思を持っている（雷覇曰く、かつては雷神と並んで最高傑作と謳われた「自然現象発生型」の魔導具）。その具現化した姿はふわふわの毛皮に覆われた、リスと兎と猫が混ざったような小動物。風子が初めて手にした時にはその力の源である「風」の文字の書かれた核がなく、予備としてはめられていた五つの風の小玉で最低限の力を発揮していた。風子は核の入るべきところに「鬼の爪」の核をはめ込み、合成魔導具「風の爪」として使用していた。五つの小玉はそれぞれに風神のコピーが入っており、一度だけ具現化して使用できるが、全てを使い切ってしまうと風神の機能が停止してしまうというリスクが存在する。餓紗喰との戦いで小玉の最初の一つを使用したのを皮切りに、魔元紗の魔次元の破壊に一つ、命との戦いで二つと裏武闘殺陣編を終える頃には残り一つの状態となってしまっており、続く封印の地編では双角斎の「魂吸いの壷」に対して最後の一つを使用したが失敗し、SODOM編直前に雷覇から核の返還がされるまでは使用不能に陥っていた。核を取り戻し本来の機能が復活してからは風子が軽く念じるだけで従来の威力を大幅に上回る風を発生させることが可能となった。また核は必ずしも籠手にはめ込まれている必要はなく、風子が核を所有してさえいれば従来通り「鬼の爪」の核と入れ替える形で「風の爪」との併用も可能となっている。「雷神」とは対の関係。
閻水（えんすい）
水鏡が使用する魔導具（剣の柄型）。氷紋剣とともに水鏡家に伝わってきた魔導具。虚空の作品。「水」の属性を持ち、本体（小さな刃の部分）に触れている水を自在に操る（修練を積み、一旦刃として成型すれば閻水本体から離しても自在に操ることができる）。刃を氷にして物を凍らせたり、水蒸気を使って分身を作ったりも可能。ペットボトル程度の水でも充分な刃を形成できるが、プール満杯の水までも操ることができ、「決して折れない」刃を作り出す。また液体状のものなら何でも操ることが可能で、作中では血液を刃にするという切り札で勝利を手にしたこともある。「氷魔閻」とは対の関係。
土星の輪（どせいのわ）
土門が所有する「土」の属性を持つ身体強化魔導具。虚空の作品。土門は鼻ピアスのリングとして使用しているが本来は指輪。魔導具を持たない土門を心配してひそかに陽炎がすり替えていた。使用すると常人とはかけ離れた怪力を発揮できる。
鋼金暗器（こうごんあんき）
小金井の所有する武器型魔導具。虚空の作品。「一之型」から「六之型」まで6つの形態に変形させることのできる武器。基本的には「一之型」から「二之型」というふうに順に変形させていく。構造はかなり複雑で慣れた者でも一つの変形に10秒、さらに「一之型」から「四之型」などの変則的な変形にはさらに時間がかかるが、小金井の「天才的なパズルの才能」によって、彼は変形所要時間わずか0.6秒と驚異的なタイムを叩き出す。
虚空自身も生前に海魔討伐時などで使用しており、人間体で出てきた時に懐かしく見ていた。
- 「一之型」牙 - 薙刀。基本の形態。
- 「二之型」龍 - 鎖鎌。
- 「三之型」極 - 大鋏（おおばさみ）。巨大なハサミ。主に敵の攻撃を受ける際に使用。
- 「四之型」三日月 - 武羽冥乱（ブーメラン）。また月白の「海月」のように刀としても使用していた。
- 「五之型」暗 - 弓。鋼金暗器の真の姿と言われている。
- 「六之型」無 - バラバラの状態。幻の型といわれ「一之型」から「五之型」を遠回りに変形しないとたどり着くことができない。核の「金」と書かれている玉に向かって各パーツが集結する（型は無になり無は型に還る）ことで、回避不能のオールレンジ攻撃が可能。

木霊（こだま）
木蓮の所有する魔導具（宝玉）。体内に植物（主に樹木）を住まわせ、自由に操れるようになる。後に幻獣朗の手により木蓮の体内に埋め込まれ、人面樹、木龍など元々の木霊の能力を超えた力を発揮した。封印の地やSODOM編でも使用。
形傀儡（かたくぐつ）
形代零蘭の所有する魔導具（宝玉）。人形にとりつけることで、意思をもたせることができるようである。
石冑（せきちゅう）
石王の所有する魔導具（宝玉）。海魔の作品。周囲の石を集め自分の鎧としてまとう。「鉄丸」と対の関係。
影界玉（えいかいぎょく）
陽炎の所有する魔導具（宝玉）。影を媒体として遠隔視や瞬間移動ができる。ただし「声」の魔導具と同様に「天堂地獄」のような強い魔力を持った魔導具の影響下では一部の機能が上手く働かない場合がある。「光界玉」と対の関係。
嘴王（くちばしおう）
鎖鎌を改良して作られた魔導具。鎖の先についている開閉可能な嘴型の部分を投げつけて攻撃したり、嘴や鎖で相手を捕獲することができる。手に装着して手甲としても用いられる。使い方次第で戦闘から相手の捕縛まで幅広くこなせるが、元の所有者である嘴丸は水鏡と土門の前にあっさりと敗れた。後に土門が所有し、最終決戦まで使用し続けている。戦国時代には麗奈が使用し敵兵の首を刎ねていた。
鬼の爪（おにのつめ）
爪丸の所有する魔導具。5本の爪で切れ味は鋼金暗器以上。後に風子が核だけを持ち出し、風神と組み合わせて使った。
飛斬羽（ひざんう）
使用すると飛行することができる。腕の下の部分に羽のようなエネルギー体が発生し、それを使用して相手を切り裂くことができる（アニメでは魔導具自体が翼になっている）。三羽烏の所有する魔導具で唯一、二度と使用されなかった。

### 裏武闘殺陣編
式紙（しきがみ）
最澄が所有する魔導具（宝玉）。量産されたらしく、複数が存在する。紙を操ることができる。最澄は主に折り紙を操って攻撃していた。「式髪」と対の関係。
SODOM編でも登場。
式髪（しきがみ）
瑪瑙の所有する魔導具（宝玉）。瑪瑙は幻獣朗の人体改造で体内に宝玉を埋め込まれ、髪の毛全体を自由自在に操れるようになっていた。陽炎も戦国時代に使っていた。髪を操作（硬化）させる。基本的には抜いた数本の髪を硬化させ、針などの武器として使用する。「式紙」とは対の関係。
火影vs麗（幻）の試合後に烈火によって破壊されたが、SODOM編においても陽炎が用いていたことから、式紙と同様に複数個生産されている模様。
夢幻（むげん）
幻獣朗の所有する魔導具（杖）。物体を縮めたり大きくする力を持つ。烈火の炎に破壊された。アニメでは杖の中に刀が仕込んである。
言霊（ことだま）
亜希の所有する魔導具（チョーカー）。「刮目」をキーワードに一定の範囲内に幻を見せる。幻自体に攻撃力はないが、強烈な暗示によって一種の催眠状態に陥らせ、敵を倒す。烈火は譲り受けたこの導具で、陽炎の「不死の呪い」を解こうとしたが、言霊が壊れて失敗した。
韋駄天（いだてん）
魅希の所有する魔導具（靴）。高速で移動できるようになる。
麗（音）敗北の際に言霊と一緒に烈火たちに渡したが、韋駄天は返されたらしく、SODOM編でも引き続き魅希が使用した。
矢魔彦（やまびこ）
魅希の所有する魔導具。音を反射させる小型の盾。元々は音の反射によるかく乱や情報伝達（もしくは対不狂和音）のためのものだが、魅希は発想を逆転させ、音遠の不狂和音を相手に反射することでバリエーションを作り、見事なコンビネーションを発揮した。
不狂和音（ふきょうわおん）
音遠の所有する魔導具（胸当て）。音を溜め込むタンクそのもので、直線に飛ぶ「鎮魂歌（レクイエム）」・右前方へ弧を描く「前奏曲（プレリュード）」・魅希の矢魔彦が反射させる「協奏曲（コンチェルト）」・地面を砕くパワーの「狂詩曲（ラプソディー）」・3本の音が直線で飛ぶ「小夜曲（セレナーデ）」・音の塊が複数飛ぶ「遁走曲（フーガ）」といった様々なバリエーションを音遠は生み出した。しかし水鏡に初見ですべて見切られ、音遠は最後の手段として会場全てを吹き飛ばす威力で、自らの命を使う「葬送曲」を発動しようとするも、水鏡に核を氷紋剣で破壊された。
磁双刀（じそうとう）
磁生の所有する魔導具。二振りの刀で、それぞれN刀とS刀と呼ばれる。互いに引き合うことができる。
魔元紗によって破壊されたが、殺陣ドームの瓦礫の中で再生し、SODOM編にて音遠が使用した。
朧（おぼろ）
月白が所有する魔導具。広げるとシーツくらいになる布。屈折率を低下させ、被った者を透明にする。ただし、ついた汚れなどは透明化できないため、血などで汚されると目印になってしまうのが弱点。核となっている玉は布地の裏に縫い付けられている。
戦国時代には陽炎も使用していた。
海月（かいげつ）
月白が所有する魔導具。大きな三日月型の刃物で、刀やブーメランとして使う。
SODOM編でも登場。
戦国時代には陽炎も使用していた。
偽火（にせび）
火車丸が所有する魔導具。手の甲にはめることで、炎術士のように炎を使うことができる。ただし、威力は遠くおよばない。戦国時代に桜火が桜姫に使わせようとして壊れた場面があり、最低でも2個は作られている。
SODOM編でも登場。
凶蜘蛛（まがぐも）
餓紗喰が所有する魔導具（肩当て）。装着者の意思によって6本の巨大な爪が自由自在に動き、凄まじい攻撃力を持つと共に、爪を盾のように使うことも可能で攻守に優れた性能を持つ。作中でも随一の巨体を誇る餓紗喰にすらオーバースケールの印象を与える、単体ではおそらく最大級の魔導具。陽炎さえもその存在を知らなかった。爪はちぎれても時間をかけて再生できる。
SODOM編でも登場。
次元界玉（じげんかいぎょく）
魔元紗が所有する魔導具（宝玉）。魔次元という異次元空間に通じる穴を開け、瞬間移動したり敵を吸引したりする。烈火の初合成火竜によって負った傷が魔次元に閉じ込められた風子達の脱出の糸口となり、風神に砕かれた。
砲魔神（ほうましん）
魔元紗が所有する魔導具（バズーカ型）。死体をセットして、その死体の魂を弾にする。磁生の体を貫き一撃で葬るほどの威力だが、土門はなんとパンチではじき返し、周囲を驚愕させた。
縛呪（ばくじゅ）
呪が所有する、と言うより本体である魔導具（のっぺらぼうの鉄仮面）。意志を持ち、気に入った肉体の人間に被さってその精神を破壊し、屍となった肉体を自分の肉体として操る能力があり、この能力をヒントにして、海魔は死の間際に天堂地獄を作りあげた。被せられた者に強固な精神力があれば精神破壊を破ることが可能。
アニメでは、元は単に死体を操る魔導具だったが、戦場で倒れた使い手が死に行く自分に使ったことで意志を持ったとされている。
鉄丸（てつがん）
決勝前に虚空が土門に渡した魔導具（黒い玉）。飲み下すと額に「鉄」の字が現れ全身が鉄になる。その防御力は「石冑」を大きく上回り、防御系魔導具では最強クラス。勿論攻撃面でも、使用者の肉弾戦能力に応じて有効。精神を侵食するタイプの攻撃にも耐えられるが、慣れないと短時間しか効果がないのと、使用時に体重が増加してしまう（これは使いようで利点にできるが）のが弱点。サンデー連載時のおまけコーナーでのQ&Aによると、使い捨てではなく、効力切れの後で体外に出し再使用するとのこと。
氷魔閻（ひょうまえん）
氷を操る魔導具。形状はパタに似た手甲と一体化した刀。海魔の作品。意思を持ち、血液が刃に触れると刃が血液を吸い取っていく。戒が所有し、戒の死後はSODOM編で巡狂座が使用する。「閻水」と対の関係。
魅虚斗（みこと）
命が所有する人型魔導具。魔導具というよりは巨大なからくり人形に近い。人一人が入れるスペースがあり、命は普段はそこに隠れていた。遠隔操作も可能。風子に破壊される。
毒魔針（どくましん）
命が所有する指先にはめる爪型の魔導具。傷付けた相手を毒に侵す。この毒は解毒丸でしか消せない。
解毒丸（げどくがん）
命が所有する魔道具（丸薬）。毒魔針の毒を唯一消せる。複数あるようで、作中で使われたのは命が使ったものと、風子が命から奪って使用したものの二つ。サンデー連載時のおまけコーナーでのQ&Aによると、この魔導具のみは現在まで製造法が伝わっており、量産が可能との事。
帝釈廻天（たいしゃくかいてん）
ジョーカーが所有する魔導具（三叉の矛）。重力を操る能力があり、白兵戦の武器としても使われる。扱いが難しい魔導具の一つ。アニメでは白だが原作では赤い色をしている。
SODOM編では、重力＋と重力－を極大に働かせることで、ブラックホールを作り出した。

### 封印の地編
石棍（せきこん）
牙王が所有する魔導具（六尺棒）。岩石に突き立てるとそれを自由に変形・操作することができる。一度土門によって核を破壊されたはずだが、SODOM編でまた使っているので二本以上製作されている模様。
蔵王（くらおう）
土門が陽炎からもらった魔導具（宝玉）。あらゆるものをコンパクトに収納することが可能（サンデー連載時のおまけコーナーでのQ&Aによると、土門の体積くらいまで入る)。土門は嘴王を収納している。
神慮伸刀（しんりょしんとう）
緋水が所有する魔導具（トンファー型の刀）。使用者の意志のままに刀身が伸縮する。本来は二本一組であり、後に一本は風子に譲ることになる。もう一本は緋水の遺体と共に封印の地に埋もれた。
戦国時代には麗奈も使っていた。
灯（ともしび）
封印の地の洞窟内で、照明に使われていた魔導具（宝玉）。多数あり、数百年に渡って光と熱を放ち続ける。小金井は神威の熱源探知を欺くのに利用した。
白髭（しらひげ）
命が所有する人型魔導具。魅虚斗より強いらしいが、水鏡にあっけなく破壊された。
影縫い（かげぬい）
文丸が所有する魔導具（棒手裏剣）。相手の影に刺して動きを封じる。
声
正式名称は不明。携帯電話のように声を伝えることができる、二つで一組の魔導具（宝玉）。文丸が烈火を狙う際、茂男の捕縛に向かわせた部下との連絡に使っていたが、それぞれ烈火と陽炎が撃退して奪った。地上と地下でも通信できるが、天堂地獄の魔力に阻まれて使えなくなった。
魂吸いの壷（たますいのつぼ）
双角斎が所有する魔導具。専用の粉を浴びた相手を壷に吸い込むことができる。中には結界があり、それを作り出す呪符を破らない限り、いくら移動したり攻撃しても壷から出ることはできない。また、壷の中と外では流れる時間に差があり、壷の中のほうが早い。
雷覇が壷の内側から破壊した。
心眼（しんがん）
鬼凛が所有する魔導具（指輪）。相手の心を読んだり、自分の心を読ませたりできる。かなりの距離を置いても可能。使用者の意志とは関係なく、精神的に害になることまで勝手に頭の中に入ってきてしまう欠点がある。また、複数の人間の心を同時に読むことはできない。
砲鬼神（ほうきしん）
鬼凛が所有する砲型の魔導具。鬼凛は伸縮する嘴状の弾丸を好んで使用していたが、玉を交換することで何種類か攻撃を変えることも可能、砲魔神と対を成す。
SODOM編でも使用し、最終的に鬼凛が戦闘後に陽炎に譲る（直接渡した描写はない）が、天堂地獄に破壊される。
光界玉（こうかいぎょく）
螺閃が所有する魔導具（宝玉）。武器の柄（螺閃は伸縮警棒）に付けて使用、あらゆる物を消滅させることができる（形状がない物でも可能）。正しく使えば病気やトラウマなども消し去れるが、悪用すれば人間はおろか八竜でさえも消滅できてしまう。ある意味最強の魔導具であるが、副作用として“消滅させたものの価値に比例して自身の大切なものも消滅してしまう”。悪い意味で術者の真価（覚悟）を試す性質のためか、虚空をして「最悪の魔導具」と言わしめ、作中でも「悪魔の玉」と呼ばれていた。善行に使えばこの上もなく頼もしい魔導具であるが、虚空や螺閃自身の話によれば、この魔導具を正しい行いに使った者はかつて誰もいなかった様子である。「影界玉」と対の関係。
SODOM編で陽炎の「不死の呪い」を消し、その反動で壊れた。反動の際には、螺閃の体には何も起こらなかった。

### SODOM編
大飛出（おおとびで）
命の所有する人型魔導具。もう一対の隠し腕がある。命の口ぶりでは、この系統の魔導具では最強で、彼女自身がさらに改造を加えたようであるが、鬼となった空海にパンチ一発で破壊される。
無名（むみょう） & 門構（もんがまえ）
門都が所有する魔導具。無名（文字が変わる宝玉）と門構（籠手）の組み合わせにより、門構えの漢字が表すいくつかの効果を発揮できる。
- 門 - 異空間への入り口である門を呼び出す。
- 開 - 異空間への扉を開く。
- 閉 - 異空間への扉を閉める。
- 闇 - 周りを暗闇に包む。
- 閃 - 光で目をくらませる。
- 聞 - 使用者の聴覚を強化する。

束縛鞭天（そくばくべんてん）
マリーが所有する魔導具（鞭）。動くものに反応して動きを封じる。炎など関係ないものにまで反応してしまうのが弱点。
血種（けっしゅ）
蛭湖が所有する魔導具（心臓型）。魔血と呼ばれる血液を生成し、凝固・循環作用などを操ることができる。これを使用すると、自動的に生成される魔血と元々の血液が混ざり、使用者の体内を流れる血液は常人の濃度・量を凌駕する。使用者から離れてしばらくすると、元の血液に戻る。また、他人の血液を吸い取ることもできる（ただし使用者と同じ血液型でないと使用者の命も危険なため、誰の血液でも吸いとれるわけではない）。
輪廻（りんね）
紀理斗が所有する魔導具（鈴のついた腕輪）。使用者の年齢を変えることができる。副作用として精神・記憶にも影響を及ぼし、輪廻使用前の記憶を失ってしまう（＝実年齢がわからなくなる）が、輪廻を破壊すれば元に戻るらしい。
涅槃（ねはん） & 死愚魔（シグマ）
紀理斗が所有する魔導具（涅槃）。異次元から「死愚魔」という魔導具を呼び出して操ることができる。
死愚魔は天堂地獄の細胞によって改造・強化されており、最終的にその力を制御しきれず涅槃は壊れてしまった。また、死愚魔も小金井&ジョーカーによって破壊されている。
神慮思考（しんりょしこう）
葵が所有する魔導具（袖に着ける3対の宝玉）。対象の記憶を操作することができる。ただし「その記憶を術者も知っていなければならない」「操作許容に限界値が存在する」「距離的な能力範囲限定」などの制限がある。集中的に操作を行えば、一人の人間の思考を根本から歪曲することも可能である。
最後は柳の精神を元に戻すため、葵が渾身の力を込めて使用するが、耐え切れずに壊れてしまう。
雷神（らいじん）
雷覇が所有する魔導具（籠手型）。海魔の作品。巨大な昆虫のような禍々しい形状しており、風神と同様に意思を持っている。触手を使用者の体内に埋め込み、使用者の命を喰らうことで雷を発生させることができる。縛呪と同様、魔導具が使用者を操る特殊な魔導具。雷覇はその力を恐れて風神の核で封印していた。本来の具現化した姿は一本角の獣（風子は「イノシシ」と揶揄したが、どちらかと言えば肉食獣に近い）。
雷覇の全生命力を使って風子と土門に挑むが、二人の持っている魔導具から力を得た風神に破壊された。

### 天堂地獄
天堂地獄（てんどうじごく）とは、海魔の最後の作品で死ぬ間際に海魔が自身の意思を注入した最凶の魔導具。自ら意思を持ち使用者を選ぶ。素質を持たぬものが触れると不死の呪いを受ける。所有者に選ばれた人物は森光蘭。
海魔と森光蘭が融合し、史上最強の生物、全ての魔導具の頂点の存在となるほどの怪物となる。
不完全体
天堂地獄と森が合体した直後の形態。森の精神が具現化したかのような醜い姿。細切れになってもその破片が別々の個体へと変化し、恐るべき戦闘力を誇る。だが分裂するほど力も細分化されてしまうため、攻撃を受け続けると、やがて小動物や昆虫よりも弱い存在に成り下がってしまう。単純に集まって復元ということはできず、同じだけの人間を食うか、治癒の力を取り込むしかない。
なお、この姿になると人間の三大欲求のうち睡眠欲が消失し、残りの食欲と性欲を同一のものとして感じるようになる。人間を食料とし（曰く「性的快楽を伴った食」）、柳の力を己のものとするために繭と化した。
海千・山千
繭になる前に天堂地獄から分離した分身体。海千が海魔、山千が森、それぞれの魂が反映されている。
戦闘体
声 - 風間勇刀（ゲーム版）
繭から覚醒した天堂地獄の新たな姿。
海魔とも森とも異なる人格を持ち（一人称が「我」になっている）、人の形をした上半身と山羊のような下半身を持った悪魔のような姿となり、（本人曰く、皮肉を込めて紅麗を意識した）端正な顔立ちになった。この形態でもダメージは受けるが、逆に分身体を数多く生産することでそれらを予備電源とし、彼らを再び呼び戻すことで復元できる。
柳の治癒の力を手に入れ、この世の絶対神として永遠に君臨するのが目的。用済みになった煉華を吸収体に吸収させることで、炎の耐性と炎を操る能力を手に入れた。
吸収体
天堂地獄のもう一つの身体。巨大な蛇のような身体を持ち、どんな物でも吸収し、その能力を得ることができる。煉華を吸収し炎の攻撃を無効化する力も手に入れた。
究極体
声 - 風間勇刀（ゲーム版）
柳をも吸収し絶対不死の身体となった天堂地獄。再生能力をも手に入れ、無敵の存在となった。
烈火と完全決着をするべく吸収体とも融合する。しかし裂神の力によって炎と化した柳の「癒しの炎」により、海魔と森が殺してきた人々の恨みを癒し、力を全て奪われ、紅麗の炎によって本体（海魔と森の顔が浮かんだ眼球の様な球体）を晒された後に烈火の拳の一撃で破壊され、完全に消滅した。

### アニメオリジナル
鬼（おに）
空海が所有する魔導具。玉の大きい数珠で、首にかける。3回の攻撃で、感情のない戦闘マシーンに変わる（ちなみに原作でも空海は数珠を首に掛けているが、魔導具ではない）。
軟（なん）
南尾が所有する魔導具（宝玉）。口に含むことで体を軟らかくして、打撃を無効化する。（原作では南尾の軟らかい体は自前の能力）
この他にも名称は不明だが、大黒の棍棒や藤丸の鎌が魔導具とされていた。

## 技
素養と鍛錬によって身に着けられるものと、魔道具の能力を使い手の工夫で応用・拡大したものも含む。
別魅（わけみ）
分身をいくつも作り出す技。幻獣朗の技だが、紅麗、蛭湖も会得している。
氷紋剣
水や氷を操る魔道具を用いて行使する技。単純な剣技にも対応しているが「氷紋剣とは忍術であって剣術ではない」と、継承者である「巡狂座（めぐり きょうざ）」が語っている。巡狂座は代々の継承者が名乗る名で「狂座が巡る」が謂れ。使用者は巡狂座、水鏡凍季也、水鏡美冬、戒。
水（氷）成る蛇
水（氷）の蛇をつくりだし攻撃する。
絶対零度
相手を氷漬けにして、動きを封じる技。
汴舞（つららまい）
地面から氷の刃を発生させる。名前はつららだが、見た目はどちらかといえば霜柱である。
水傀儡
水で身代わりを作り出しての変わり身。
氷雨
氷の塊を弾丸の如くぶつける。
汴成る蛇
汴舞と水成る蛇を組み合わせた技。水鏡考案のオリジナル技で、水鏡個人では最強の必殺技。
凍結界
氷を体に纏い身体を守る。戒考案のオリジナル技。
PS2ゲーム版では巡狂座の最強の必殺技として登場。こちらでは氷像と化した巡狂座が突進する攻撃技になっている。

### 風神
鎌鼬
風神の基本技。鋭い風の刃を放つ。
風魂（かざだま）
風神が丸くなり、それで出来た風の塊をぶつける。雷神戦では、風子と土門それぞれが所持してる魔導具から力を得て、龍のような形に変化した。
疾（ハヤテ）
レーザーのように研ぎ澄ました風を幾つも放って相手を斬り刻む。鎌鼬の進化版。
風の爪
風神の核の代わりに鬼の爪の核を使い、風の爪を生みだす。近接戦のほか、離脱させて「見えない爪」として奇襲のように使うこともできる。
風守（かざもり）
風が術者を包み攻撃を防ぐバリアとなる。

### 最澄
紙演舞
紙の帯を相手に巻きつける。
芙蓉
紙の帯を刀のように硬く鋭くする。精神力が高ければ、炎の刃と交えても燃えなくなる。
六歌仙
文屋、黒主、業平、小町、偏昭、喜撰の形にそれぞれ紙を折り、相手に飛ばす。
千鶴
式紙で操る千羽鶴を一気に相手にぶつける大技。

### 蛭湖
血液の剣
正式名称は不明。流れる血をそのまま固めて剣にした形態。蛭湖が一番好んで使用している。ある程度の遠距離攻撃も可能。
血液の盾
正式名称は不明。蛭湖は右手に血の剣、左手に血の盾を纏い水鏡と戦った。
血液のウォーターカッター
正式名称は不明。血種で強化された循環作用を用いた血のウォーターカッターを放ち敵を切断する。水鏡戦で使用し石柱を切断するほどの威力を見せる。
血固め
わざと攻撃を受け、それによって出た血液を相手に浴びせた後、凝固作用を利用する事で固めた血により相手の身動きを封じる。
血塊弾
大型の血の塊の玉を作り出した後手の中で砕く事で無数の血の塊の弾丸を作り出し、散弾銃の如く投擲する。非常に強力だが、自分と血液型が同じで一撃で仕留められなかった場合、逆に相手を回復（輸血）させてしまうことになってしまうのが弱点。
血塊球
血を拳に纏った血液のグローブ。土門の右腕をへし折るほどの破壊力を持つ。

### 音遠
鎮魂歌（レクイエム）
直線状に音を放つ。この技で幻獣朗を葬った。
アニメ版では名称なし。
前奏曲（プレリュード）
右に弧を描く音の技。
協奏曲（コンチェルト）
不狂和音で放った音を、矢魔彦で跳ね返して敵を攻撃する。
狂詩曲（ラプソディー）
地をも砕くパワーの音。
小夜曲（セレナーデ）
三本の音を直線上に放つ。
遁走曲（フーガ）
音の塊を複数放つ。
葬送曲（アニメ版ではこの技がレクイエム）
最強の音技。自らの命と引き換えに繰り出すある種の自爆技で、力の余波が外に漏れ出すほど強力。完全に発動すれば会場を吹き飛ばすほどの威力らしいが、その前に水鏡の汴舞によって阻止された。

### 雷覇
雷刃
数本の雷の刃。
狂雷
数本の雷。雷刃よりも強力で生命力を削る。雷神が雷覇を支配した状態で使う。
降御雷（ふるみかずち）
レーザーのような巨大な雷を放つ、雷神の奥義ともいえる大技。生命力を大きく削るため、基本的に術者の命と引き換えになる。雷神が雷覇を支配した状態で使う。

## 書誌情報

### 単行本
- 安西信行 『烈火の炎』 小学館〈少年サンデーコミックス〉、全33巻
  1. 1995年10月15日初版第1刷発行、ISBN 4-09-123631-6
  2. 1995年12月15日初版第1刷発行、ISBN 4-09-123632-4
  3. 1996年2月15日初版第1刷発行、ISBN 4-09-123633-2
  4. 1996年5月15日初版第1刷発行、ISBN 4-09-123634-0
  5. 1996年7月15日初版第1刷発行、ISBN 4-09-123635-9
  6. 1996年10月15日初版第1刷発行、ISBN 4-09-123636-7
  7. 1996年12月15日初版第1刷発行、ISBN 4-09-123637-5
  8. 1997年2月15日初版第1刷発行、ISBN 4-09-123638-3
  9. 1997年5月15日初版第1刷発行、ISBN 4-09-123639-1
  10. 1997年8月15日初版第1刷発行、ISBN 4-09-123640-5
  11. 1997年9月15日初版第1刷発行、ISBN 4-09-125261-3
  12. 1998年1月15日初版第1刷発行、ISBN 4-09-125262-1
  13. 1998年5月15日初版第1刷発行、ISBN 4-09-125263-X
  14. 1998年6月15日初版第1刷発行、ISBN 4-09-125264-8
  15. 1998年9月15日初版第1刷発行、ISBN 4-09-125265-6
  16. 1998年11月15日初版第1刷発行、ISBN 4-09-125266-4
  17. 1999年2月15日初版第1刷発行、ISBN 4-09-125267-2
  18. 1999年5月15日初版第1刷発行、ISBN 4-09-125268-0
  19. 1999年7月15日初版第1刷発行、ISBN 4-09-125269-9
  20. 1999年10月15日初版第1刷発行、ISBN 4-09-125270-2
  21. 1999年12月15日初版第1刷発行、ISBN 4-09-125651-1
  22. 2000年2月15日初版第1刷発行、ISBN 4-09-125652-X
  23. 2000年5月15日初版第1刷発行、ISBN 4-09-125653-8
  24. 2000年7月15日初版第1刷発行、ISBN 4-09-125654-6
  25. 2000年9月15日初版第1刷発行、ISBN 4-09-125655-4
  26. 2000年11月15日初版第1刷発行、ISBN 4-09-125656-2
  27. 2001年2月15日初版第1刷発行、ISBN 4-09-125657-0
  28. 2001年4月15日初版第1刷発行、ISBN 4-09-125658-9
  29. 2001年7月15日初版第1刷発行、ISBN 4-09-125659-7
  30. 2001年10月15日初版第1刷発行、ISBN 4-09-125660-0
  31. 2001年12月15日初版第1刷発行、ISBN 4-09-126331-3
  32. 2002年4月15日初版第1刷発行、ISBN 4-09-126332-1
  33. 2002年5月15日初版第1刷発行、ISBN 4-09-126333-X

### 文庫版
- 安西信行 『烈火の炎』 小学館〈小学館文庫〉、全17巻
  1. 2010年7月5日発売[4]、ISBN 978-4-09-193282-2
  2. 2010年7月5日発売[5]、ISBN 978-4-09-193283-9
  3. 2010年8月12日発売[6]、ISBN 978-4-09-193284-6
  4. 2010年9月15日発売[7]、ISBN 978-4-09-193285-3
  5. 2010年10月15日発売[8]、ISBN 978-4-09-193286-0
  6. 2010年11月13日発売[9]、ISBN 978-4-09-193287-7
  7. 2010年12月15日発売[10]、ISBN 978-4-09-193288-4
  8. 2011年1月15日発売[11]、ISBN 978-4-09-193289-1
  9. 2011年2月15日発売[12]、ISBN 978-4-09-193290-7
  10. 2011年3月15日発売[13]、ISBN 978-4-09-193291-4
  11. 2011年4月15日発売[14]、ISBN 978-4-09-193292-1
  12. 2011年5月14日発売[15]、ISBN 978-4-09-193293-8
  13. 2011年6月15日発売[16]、ISBN 978-4-09-193294-5
  14. 2011年7月15日発売[17]、ISBN 978-4-09-193295-2
  15. 2011年8月12日発売[18]、ISBN 978-4-09-193296-9
  16. 2011年9月15日発売[19]、ISBN 978-4-09-193297-6
  17. 2011年10月5日発売[20]、ISBN 978-4-09-193298-3

## テレビアニメ
1997年7月19日から1998年7月10日までフジテレビで放送。全42話。
基本的にセル画で制作されているが、一部のシーンのみデジタル制作となっている。
元々ローカルネットでの放送だったが、1998年4月から枠移動により完全に関東ローカルとなり、この時打ち切り・遅れネットとなった局もある。また、後番組がアニメでなくなったため、1975年10月の「タイムボカン」以来22年半続いた土曜夜6時半のアニメ枠は一度途切れることとなった。過去にカートゥーンネットワークでも放送されたことがある。
映像ソフト化については、VHS版・LD版が、それぞれ全11巻ずつリリースされたが、現在は、全巻廃盤となっている。2005年4月22日、6月24日にはデジタルサイトよりDVD-BOX全2巻が発売された。2024年現在、Blu-ray版はリリースされていない。

### スタッフ[22]
- 原作 - 安西信行
- 原案協力 - 荒木洋平、近藤秀峰、熊谷崇
- 監督 - 阿部紀之（第1話 - 第41話）→阿部記之（第42話）
- シリーズ構成 - 橋本裕志
- キャラクターデザイン - 北山真理、若林厚史
- 美術デザイン - 池田祐二
- 美術監督 - 高田茂祝
- 美術 - 高田茂祝、工藤英昭、高橋忍
- 色彩設計 - 川上善美
- 撮影監督 - 宮川晴年
- 編集 - 厨川治彦、植松淳一
- 音楽 - 本間勇輔
- プロデューサー - 瀧山麻土香、萩野賢
- 制作 - フジテレビ、スタジオぴえろ、読売広告社（ノンクレジット）

### 主題歌
オープニングテーマ
「なんか幸せ」
作詞 - the OYSTARS、澤地隆 / 作曲 - 大串竜司 / 編曲 - the OYSTARS、十川知司 / 歌 - the OYSTARS
OP映像において、当初はパカパカを使用したシーンがあったが、ポケモンショックの影響により、スローモーションを使用した映像に差し替えられている。
エンディングテーマ
「Love is Changing」（第1話 - 第32話）※〈1997年7月19日 - 1998年4月17日〉
作詞 - 岩里祐穂 / 作曲 - 久保田利伸 / 編曲 - 安倍潤 / 歌 - 西田ひかる
「ずっと君のそばで」（第33話 - 第42話）※〈1998年4月24日 - 7月10日〉
作詞・作曲 - 大串修司 / 編曲 - 関淳二郎、the OYSTARS / 歌 - 増田ゆき

### 各話リスト
| 話数 | サブタイトル                | 脚本     | コンテ     | 演出         | 作画監督 | 放送日         |
| ---- | --------------------------- | -------- | ---------- | ------------ | -------- | -------------- |
| 1    | 姫と忍者めざめた力!!        | 橋本裕志 | 阿部紀之   | 阿部紀之     | 若林厚史 | 1997年 7月19日 |
| 2    | 炎と風神危険な誘惑!!        | 橋本裕志 | 高柳滋仁   | 高柳滋仁     | 神戸洋行 | 8月2日         |
| 3    | 水の剣士復讐の刃!!          | 橋本裕志 | 高松信司   | 岡本英樹     | 増谷三郎 | 8月9日         |
| 4    | 鏡の迷宮決死の火炎!!        | 橋本裕志 | 小柴純弥   | 小柴純弥     | 鈴木藤雄 | 8月16日        |
| 5    | 影の忍軍火影の謎!!          | 橋本裕志 | 福島宏之   | 水野和則     | 千葉道徳 | 8月23日        |
| 6    | 恐怖の炎術士紅麗!!          | 西園悟   | 竹下健一   | 竹下健一     | 山沢実   | 9月13日        |
| 7    | 石の番人死のゲーム!!        | 西園悟   | 立花源十郎 | 福島宏之     | 陳梅花   | 9月20日        |
| 8    | 人形の部屋! 風子の死闘!!    | 橋本裕志 | 高松信司   | 岡本英樹     | 増谷三郎 | 9月27日        |
| 9    | 鬼の土門! 未知なる力!!      | 橋本裕志 | 高柳滋仁   | 高柳滋仁     | 鈴木藤雄 | 10月4日        |
| 10   | 炎激突!! 二人の火影!!       | 西園悟   | 吉田俊司   | 吉田俊司     | 小泉謙三 | 10月11日       |
| 11   | 鋼金暗器! 五つの刃!!        | 西園悟   | 水野和則   | 水野和則     | 神戸洋行 | 10月18日       |
| 12   | 炎の紅! 死を呼ぶ天使!!      | 橋本裕志 | 高橋資祐   | 高柳滋仁     | 高橋資祐 | 10月25日       |
| 13   | 究極の炎! 伝説の火竜!!      | 橋本裕志 | 岡本英樹   | 岡本英樹     | 増谷三郎 | 11月1日        |
| 14   | 蘇る過去! 四百年の真実!!    | 西園悟   | 小柴純弥   | 小柴純弥     | 千葉道徳 | 11月15日       |
| 15   | 時の呪い! 母と息子!!        | 西園悟   | 榎本明広   | 伊達勇登     | 榎本明広 | 11月22日       |
| 16   | 戦いの決意! 烈火の挑戦!!    | 橋本裕志 | 吉田俊司   | 吉田俊司     | 小泉謙三 | 11月29日       |
| 17   | 火影見参!! 裏武闘殺陣!!     | 橋本裕志 | 竹下健一   | 竹下健一     | 鈴木藤雄 | 12月6日        |
| 18   | 修羅の剣! 水鏡出陣!!        | 西園悟   | 阿部紀之   | 高柳滋仁     | 神戸洋行 | 12月13日       |
| 19   | 鉄拳不発?! 土門の切り札!!   | 西園悟   | 岡本英樹   | 岡本英樹     | 増谷三郎 | 12月20日       |
| 20   | 爆裂!! 乙女の肌の秘密!!     | 橋本裕志 | 高橋資祐   | 高柳滋仁     | 高橋資祐 | 1998年 1月10日 |
| 21   | 紙の舞! 吹き込まれた命!!    | 橋本裕志 | 芦沢剛史   | 吉田俊司     | 増谷三郎 | 1月17日        |
| 22   | 仏の豹変! もう一つの顔!!    | 西園悟   | 水野和則   | 水野和則     | 若林厚史 | 1月24日        |
| 23   | 命がけの試練!!              | 西園悟   | 立花源十郎 | 伊達勇登     | 千葉道徳 | 1月31日        |
| 24   | 獣の雄叫び地獄の戦士!!      | 橋本裕志 | 岡本英樹   | 岡本英樹     | 増谷三郎 | 2月7日         |
| 25   | 衝撃!! 電光石火の決着!!     | 橋本裕志 | 小柴純弥   | 小柴純弥     | 大西雅也 | 2月14日        |
| 26   | 復活の木蓮!! 人面樹の驚異!! | 西園悟   | 香川豊     | 水野和則     | 山沢実   | 2月21日        |
| 27   | 涙の訳乱れ髪の美少女!!      | 西園悟   | 榎本明広   | 吉村文宏     | 西田正義 | 2月28日        |
| 28   | 灼熱の眼光刹那の瞬炎!!      | 橋本裕志 | 岡本英樹   | 岡本英樹     | 増谷三郎 | 3月7日         |
| 29   | 妖しい唇言霊の恐怖!!        | 橋本裕志 | 榎本明広   | 伊達勇登     | 千葉道徳 | 3月14日        |
| 30   | 美女の誘惑死の二重奏!!      | 西園悟   | 高橋資祐   | 高柳滋仁     | 榎本明広 | 3月21日        |
| 31   | 呪われし炎「紅」の過去!!    | 西園悟   | 香川豊     | 香川豊       | 滝川和男 | 3月28日        |
| 32   | 見えない敵恐怖との戦い!!    | 橋本裕志 | 山内重保   | 高柳滋仁     | 山沢実   | 4月17日        |
| 33   | 二匹の火竜!! 盗まれた技!!   | 橋本裕志 | 岡本英樹   | 棚橋一徳     | 増谷三郎 | 4月24日        |
| 34   | 激闘風子!! 傷だらけの素肌!! | 西園悟   | 水野和則   | 水野和則     | 千葉道徳 | 5月1日         |
| 35   | 乙女の祈り目覚めた風神!!    | 西園悟   | 吉村文宏   | 吉村文宏     | 西田正義 | 5月8日         |
| 36   | 火竜合体!! リング外の敵!!   | 橋本裕志 | 綴爆       | 伊達勇登     | 神戸洋行 | 5月15日        |
| 37   | 魔次元脱出!! 亜空間の戦い!! | 橋本裕志 | 岡本英樹   | 棚橋一徳     | 増谷三郎 | 5月22日        |
| 38   | 恐怖!! 蘇った死者の肉体!!   | 西園悟   | 立花源十郎 | 立花源十郎   | 柿田英樹 | 5月29日        |
| 39   | 水鏡死闘!! 決死の氷紋剣!!   | 西園悟   | 桶澤尚     | くしひであき | 細山正樹 | 6月12日        |
| 40   | 悪女の罠!! 怒りの風神!!     | 橋本裕志 | 岡本英樹   | 棚橋一徳     | 増谷三郎 | 6月19日        |
| 41   | 対決再び!! 烈火と紅麗!!     | 橋本裕志 | 榎本明広   | 伊達勇登     | 山沢実   | 7月3日         |
| 42   | 死闘!! 命燃え尽きるまで!!   | 橋本裕志 | 阿部紀之   | 榎本明広     | 千葉道徳 | 7月10日        |

### ネット局
| 放送期間                      | 放送時間           | 放送局             | 対象地域      | 備考                  |
| ----------------------------- | ------------------ | ------------------ | ------------- | --------------------- |
| 1997年7月19日 - 1998年3月28日 | 土曜 18:30 - 19:00 | フジテレビ         | 関東広域圏    | 製作局                |
|                               |                    | 北海道文化放送     | 北海道        |                       |
|                               |                    | 岩手めんこいテレビ | 岩手県        |                       |
|                               |                    | 仙台放送           | 宮城県        |                       |
|                               |                    | さくらんぼテレビ   | 山形県        |                       |
|                               |                    | 新潟総合テレビ     | 新潟県        | 現・NST新潟総合テレビ |
|                               |                    | 長野放送           | 長野県        |                       |
|                               |                    | テレビ静岡         | 静岡県        |                       |
|                               |                    | 東海テレビ         | 中京広域圏    |                       |
|                               |                    | 関西テレビ         | 近畿広域圏    |                       |
|                               |                    | 岡山放送           | 岡山県 香川県 |                       |
|                               |                    | テレビ新広島       | 広島県        |                       |
|                               |                    | 高知さんさんテレビ | 高知県        |                       |
|                               |                    | テレビ西日本       | 福岡県        |                       |
|                               |                    | テレビ長崎         | 長崎県        |                       |
| 1998年時点                    | 月曜 16:55 - 17:25 | 秋田テレビ         | 秋田県        |                       |

| 放送時間           | 放送局             | 対象地域   | 備考   |
| ------------------ | ------------------ | ---------- | ------ |
| 金曜 16:30 - 17:00 | フジテレビ         | 関東広域圏 | 製作局 |
| 遅れネット         | 仙台放送           | 宮城県     |        |
|                    | さくらんぼテレビ   | 山形県     |        |
|                    | テレビ静岡         | 静岡県     |        |
|                    | 東海テレビ         | 中京広域圏 |        |
|                    | テレビ新広島       | 広島県     |        |
|                    | 高知さんさんテレビ | 高知県     |        |

## ゲーム
烈火の炎 ーThe Dream Battleー(仮)
10月31日発売予定だった。開発はコナミ。対応機種はPlayStation。ジャンルは3D格闘アクションゲーム。
全16キャラ参戦予定とサンデーに告知が掲載されたが、ポリゴンになったキャラが似せられないとの理由で開発中止になった。
烈火の炎 THE GAME
2001年12月20日発売。開発はコナミ。対応機種はゲームボーイアドバンス。
ジャンルはアクション（格闘）で、横スクロールのアクションで戦う格闘ゲーム。
SODOM編を基にしたストーリーになっているがこの時点では原作はまだ終了していなかったため、ラストの展開がオリジナルとなっている。そのため天堂地獄は出ず、森は烈火たちに敗北後、現れた紅麗に殺されるという末路になっており、ラストバトルは崩壊する決戦場での紅麗との決着となっている。烈火シナリオで煉華に勝利すると改心するように言い残して去るなどオリジナルの演出もある。
木蓮、死愚魔、森は大型のボスキャラクターとして登場している。
アニメバトル 烈火の炎 〜Flame of Recca〜 FINAL BURNING
2004年6月10日発売。開発はコナミ。対応機種はPlayStation 2。CERO:B(12歳以上対象)。コンテンツアイコン:セクシャル。
戦闘はアニメーションで描かれ、ボタンの入力により自動的にキャラクターが攻撃を行う。攻撃によって出の速さが異なり、相手の攻撃を読んで後の先で攻撃を潰したり、隙を見て必殺技などを叩き込む戦闘となる。
テレビアニメの裏武闘殺陣編での終了に伴い、その続編のSODOM編から原作の最終回までのストーリー。原作中心であるため、アニメとはストーリーが繋がらないパラレルワールドになっている（アニメではラストが大幅に変更されたため）。
ゲーム中ではOVA並みの30分以上を越えるアニメーションパートがあり、キャストもアニメとほぼ同じである。
アニメの時と異なり水鏡凍季也のキャラクターデザイン（特に髪型）が原作同様、SODOM編前後で大きく変わっているため、このゲームでも原作に合わせて変更されている。髪の色もアニメの時は灰色だったが、水色に変更された。
烈火の炎 BURNING  EVOLUTION
2012年7月19日にリリースされた、Mobageで提供されていたソーシャルゲーム。開発はCygames。2013年4月30日15:00をもってサービス終了。

## パチンコ・パチスロ

### パチンコ
開発は平和。
CR烈火の炎H9AZ1
2013年8月5日稼働。声優は一新されている。
CR烈火の炎9AW1
2013年12月2日稼働。
CR烈火の炎2
2016年6月13日稼動。
P烈火の炎3
2019年11月18日稼働。

### パチスロ
パチスロ烈火の炎 Flame of Recca
2018年1月22日稼動。開発はニューギン。